# Perigonimus
Perigonimus är ett släkte av nässeldjur som beskrevs av Michael Sars 1846. Perigonimus ingår i familjen Pandeidae.